# Hulun Buir Shadi
Hulun Buir Shadi är en öken i Kina. Den ligger i den autonoma regionen Inre Mongoliet, i den norra delen av landet, omkring 980 kilometer nordost om regionhuvudstaden Hohhot.
Genomsnittlig årsnederbörd är 506 millimeter. Den regnigaste månaden är juli, med i genomsnitt 120 mm nederbörd, och den torraste är februari, med 6 mm nederbörd.